# Foro Económico en Polonia
El Foro Económico es un Congreso internacional organizado anualmente desde 1992.  Es una plataforma que reúne a los jefes de Estado, miembros de gobiernos, empresarios, líderes de opinión e intelectuales de todo el mundo. El objetivo principal es fomentar el diálogo y la cooperación entre los países Europeos, especialmente de Europa Central y del Este. El Foro es organizado por el Instituto de Estudios del Este y su fundador es Zygmunt Berdychowski.

## Historia y contenido
En sus inicios el Foro contaba con la asistencia de 100 participantes, en su mayoría representantes de instituciones polacas. En los años 1992-2019, el Foro se celebró en Krynica-Zdrój. En 2020, el evento debido a la pandemia COVID-19 se llevó a cabo en Karpacz, que se ha convertido en el sitio del Foro desde 2021.
Actualmente es uno de los mayores y más conocidos eventos para políticos e inversionistas en esta región de Europa.
La misión del Foro Económico es crear un ambiente adecuado para el desarrollo de la colaboración económica y política dentro de Europa. Es una plataforma de discusión en la que cada año se debaten los temas más importantes de la actualidad en materia de política internacional. 

## Participantes
Cada año el Foro Económico recibe representantes de la política internacional, ministros, comisarios, miembros del Parlamento Europeo, expertos, profesores, políticos de gobiernos locales, periodistas etc. En 2019 el Foro Económico reunió a representantes de 60 países contando con más de 4500 participantes. 
En las ediciones anteriores participaron, entre otros:
Valdas Adamkus, José María Aznar, Gordon Bajnai, José Manuel Barroso, Marek Belka, Elmar Brok, Jerzy Buzek, Emil Constantinescu, Massimo D’Alema, Norman Davis, Valdis Dombrovskis, Roland Dumas, Andrzej Duda, Mikuláš Dzurinda, Robert Fico, Vladimir Filat, Jan Fisher, Kolinda Grabar-Kitarović, Alfred Gusenbauer, Dalia Grybauskaitė, Rebecca Harms, Václav Havel, Danuta Hübner, Toomas Hendrik Ilves, Gjorge Ivanov, Arseni Yatseniuk, Viktor Yanukovich, Viktor Yushchenko, Jarosław Kaczyński, Ewa Kopacz, Aleksander Kwaśniewski, Bronisław Komorowski, Gediminas Kirkilas, Horst Kohler, Milan Kučan, Vytautas Landsbergis, Thomas de Maizière, Stjepan Mesić, Mario Monti, Leszek Miller, Giorgio Napolitano, Viktor Orbán, Andris Piebalgs, Petro Poroshenko, Viviane Reding, Mijeil Saakashvili, Jorge Sampaio, Karel Schwarzenberg, Bohuslav Sobotka, László Sólyom, Beata Szydło, Boris Tadić, Mirek Topolánek, Donald Tusk, Vaira Vīķe-Freiberga, Lech Wałęsa, José Luis Zapatero.

## Mesas de discusión
Durante el evento se organizan varias mesas de discusión en marco de diferentes bloques temáticos, por ejemplo:
- Mercadotecnia
- Macroeconomía
- Nueva Economía
- Innovaciones
- Energética
- Estado y reformas
- Asistencia sanitaria
- Seguridad